# Chaunax stigmaeus
Espèce
Chaunax stigmaeus est une espèce de  poisson de la famille des chaunacidés.
Chaunax stigmaeus vit dans les eaux profondes de l'ouest de l'Atlantique Nord de la Nouvelle-Angleterre à la Caroline du Sud. L'espèce est présente sur le plateau continental externe et sur le talus continental supérieur à une profondeur de 90 à 730 m. Il s'abrite dans les récifs coralliens d'eau froide ou dans les roches.

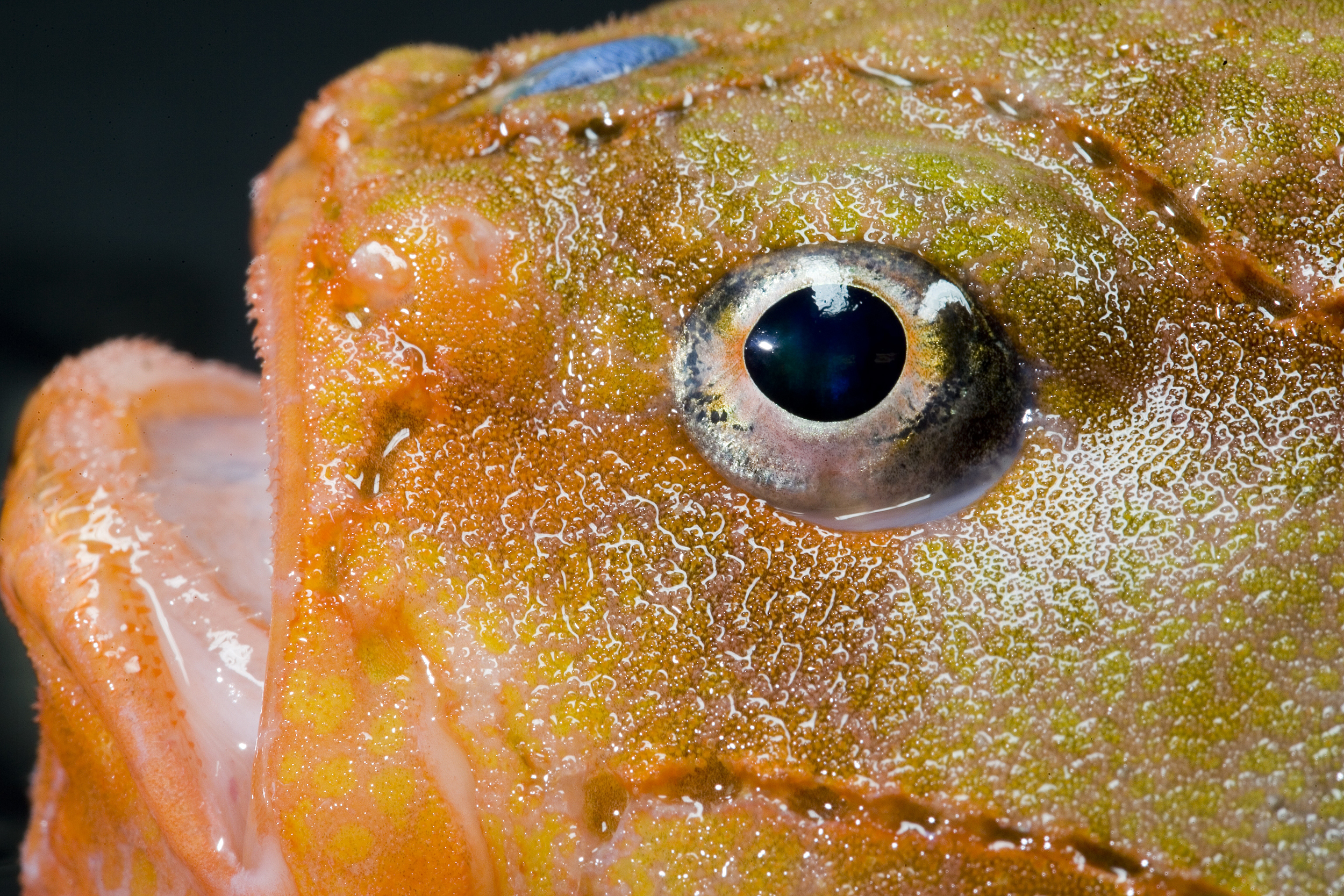
Détail de l'œil.